# Tom Smith
Tom Smith (ur. 29 kwietnia 1981 w Northampton bądź Stroud) – brytyjski wokalista, gitarzysta, klawiszowiec i tekściarz, współzałożyciel w 2002 roku i lider zespołu rockowego Editors.    

## Życiorys

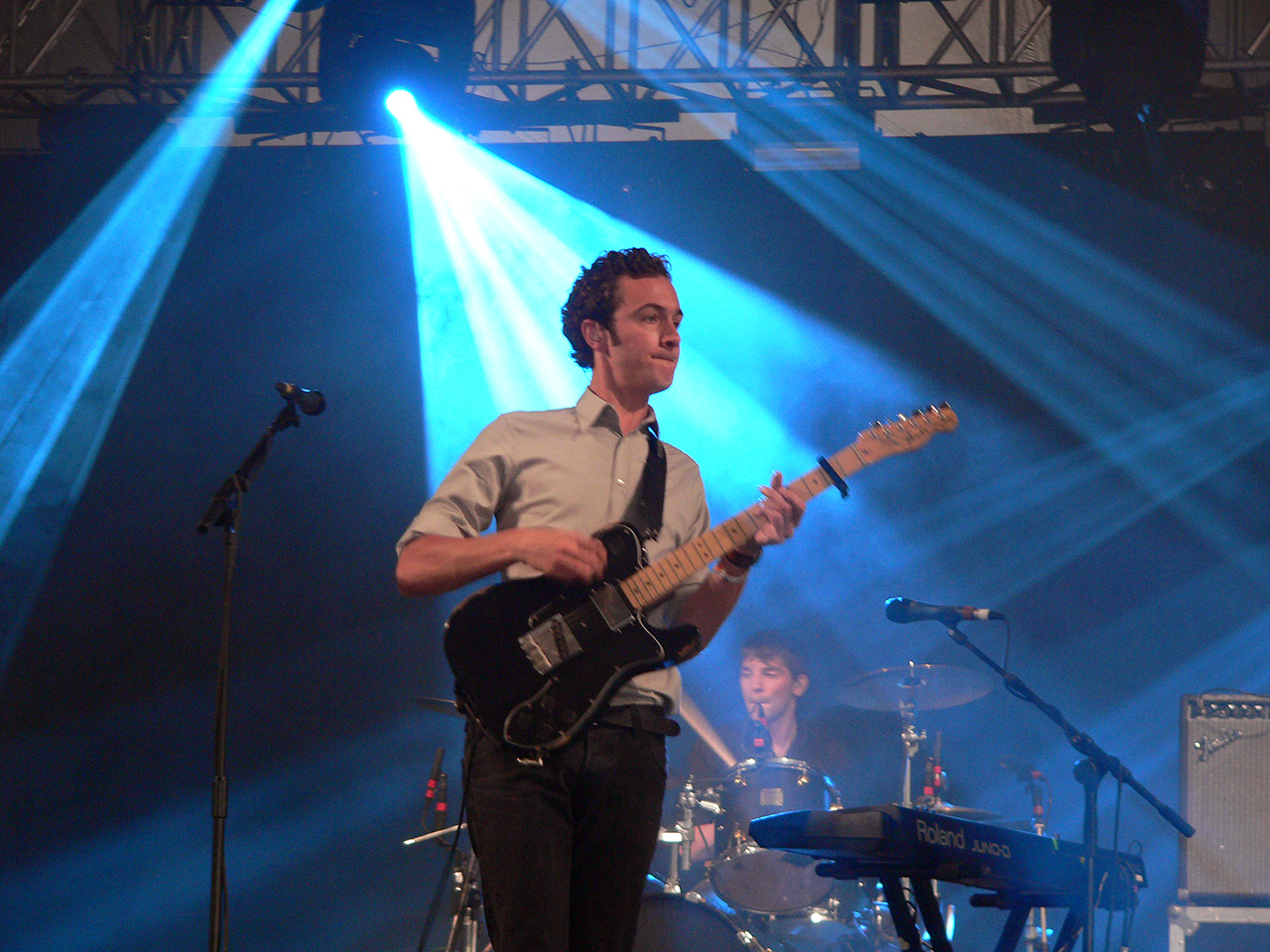
Tom Smith z zespołem Editors na koncercie podczas Roskilde Festival 2006

Dorastał w Stroud w Gloucestershire, w rodzinie nauczycieli. Uczęszczał tam do Archway School. Będąc nastolatkiem, spędzał czas w swojej sypialni pisząc piosenki na gitarę akustyczną, a zamiar zastania zawodowym muzykiem nastała szczególnie w 1997 roku po obejrzeniu koncertu Radiohead na festiwalu w Glastonbury.
Studiował technologię muzyczną na Uniwersytecie Staffordshire. Tam też w 2000 roku poznał Russella Leetcha, Chrisa Urbanowicza i Gerainta Owena. Jako, że mieli podobne gusta muzyczne, wspólnie w 2002 roku założyli zespół muzyczny, pierwotnie o nazwie Pilot, a następnie Snowfield. W międzyczasie Ed Lay zastąpił Owena. Jesienią 2003 roku cała czwórka ukończyła studia, po czym postanowili się przenieść do Birmingham, a rok później ich grupę przemianowano na Editors. Smith został wokalistą zespołu, a także grą na gitarze i pianinie. Zajął się także pisaniem tekstów piosenek.
Z zespołem Editors wydał wszystkie jego albumy studyjne: w 2005 roku The Back Room, dwa lata później An End Has a Start, w 2009 roku In This Light and On This Evening, w 2013 roku The Weight of Your Love, dwa lata później In Dream, w 2018 roku Violence i cztery lata później EBM.
Z perkusistą, a prywatnie przyjacielem Andym Burrowsem, grającym m.in. z zespołami Razorlight (do 2009 roku) i We Are Scientists, jako duet Smith & Burrows wydał 28 listopada 2011 roku płytę z utworami bożonarodzeniowymi Funny Looking Angels. Na płycie znalazły się m.in. covery „Only You” zespołu Yazoo i „On and On” grupy Longpigs. 19 lutego 2021 roku wydali wspólnie płytę poprockową Only Smith & Burrows Is Good Enough.
Smith współpracował także z innymi muzykami i zespołami, w tym z zespołem Cicada przy utworze „Executive” z albumu Roulette z 2009 roku oraz przy utworze „The Good Book” zespołu Tired Pony z albumu The Place We Ran From z 2010 roku. Gościnnie wystąpił w piosence „Joshua”, która znalazła się na płycie zespołu The Japanese Popstars pn. Controlling Your Allegiance wydanej w czerwcu 2011 roku. 
W 2012 roku współpracował z francuskim zespołem Indochine przy utworze „The Lovers”, który pojawił się na ich albumie Black City Parade. W 2014 roku Magnus z Belgii połączył siły ze Smithem, aby nagrać piosenkę „Singing Man”. Stała się ona głównym singlem drugiego albumu Where Neon Goes to Die. Wystąpił gościnnie także piosence „This Life” holenderskiego zespołu Tinlicker. Zawarto ją w albumie Cold Enough for Snow wydanym nakładem PIAS Recordings w lutym 2024 roku.
20 czerwca 2025 roku udostępnił utwór „Lights Of New York City”, będący jego debiutanckim solowym singlem. Smith powiedział o nim: „Piosenka jest powrotem do szeroko otwartych oczu, które zapadły w zachwyt w poprzednim rozdziale mojego życia”.

## Życie prywatne

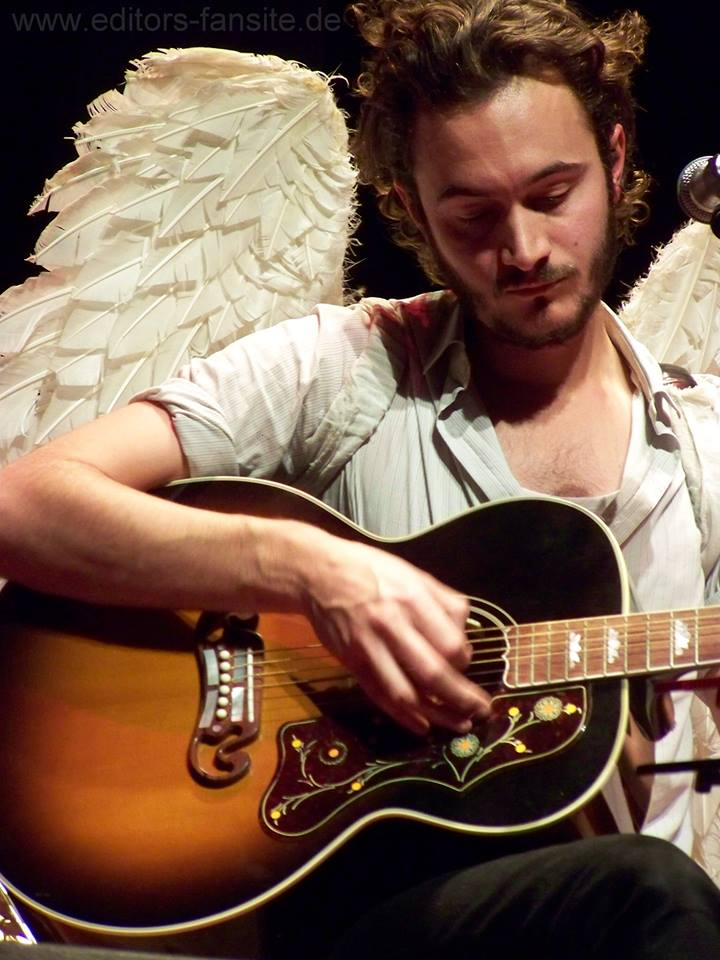
Tom Smith na koncercie duetu Smith & Burrows w Berlinie (2011)

Jest żonaty z radiową didżejką Edith Bowman. Wzięli ślub 22 grudnia 2013 roku w Szkocji w udziałem m.in. Jamesa Cordena i Dermota O'Leary'ego. Mają dwóch synów: Rudy'ego i Spike'a. Pierwszy z nich urodził się w 2008 roku, a drugi pięć lat później.
Mieszkał w północnym Londynie, a przed pandemią COVID-19 wrócił do rodzinnego Stroud.
Roisin O'Connor w 2015 roku na łamach The Independent opisał go w następujący sposób: „Naturalnie nieśmiały i cichy, mimo ostentacyjnej postawy podczas występów na żywo […]. Wyrazisty zarówno na scenie, jak i poza nią, używa rąk w eleganckich, trzepoczących gestach – w stonowanej wersji swojej scenicznej osobowości”.

## Dyskografia

### Editors
- The Back Room (2005)
- An End Has a Start(inne języki) (2007)
- In This Light and On This Evening(inne języki) (2009)

- The Weight of Your Love (2013)
- In Dream (2015)
- Violence(inne języki) (2018)
- EBM(inne języki) (2022)

### Smith & Burrows
- Funny Looking Angels(inne języki) (2011)
- Only Smith & Burrows Is Good Enough (2021)